# Il profumo della signora in nero
Il profumo della signora in nero és una pel·lícula de giallo-terror italiana de 1974 dirigida de Francesco Barilli. La pel·lícula no tenia res a veure amb la novel·la amb el mateix títol de Gaston Leroux però sí és un homenatge a la pel·lícula francesa Le Parfum de la dame en noir (1931) de Marcel L'Herbier.

## Argument
Silvia (Mimsy Farmer) és una gerent d'èxit en un laboratori químic. Amb el seu xicot Roberto (Maurizio Bonuglia), visita alguns amics afro-italians, inclòs Andy (Jho Jenkins). Andy explica que la bruixeria, les malediccions i els sacrificis humans són comuns a les cultures africanes. Roberto afirma que hi ha grups de sacrificis humans a tot el món, inclòs a Europa. Poc després, la Silvia comença a experimentar una sèrie d'al·lucinacions i records. Alguns dels records inclouen la mare de Silvia (Renata Zamengo) primer asseguda en una cadira i posant-se perfum amb un vestit negre, i un altre record de la mare mantenint relacions sexuals amb un home que no és el pare de la Silvia. La mare de la Silvia, pel que sembla, va morir en saltar d'un balcó quan la Silvia era petita. Amb totes aquestes visions es barregen una estranya sèrie d'esdeveniments que semblen indicar la incapacitat de Silvia per saber què és realment real: un gerro del passat de Silvia que apareix al seu apartament després de desaparèixer d'una botiga local, un ram de flors que s'apaga ràpidament i un nena, retratant a la Silvia més jove.
Però a mesura que avança la pel·lícula, comencem a adonar-nos que sembla que tothom al voltant de la Silvia conspiren junts. Això inclou Roberto, Andy i el porter que es veuen marxant junts. Les mirades llargues de veïns, companys de feina i empleats de la botiga semblen alimentar aquesta paranoia. Les visions i les al·lucinacions de la Silvia es fan més freqüents, decideix recórrer a l'ajuda d'un cec clarivident. En aquesta sessió, el clarivident aprofita el passat preocupant de la Silvia i veu el seu pare ofegant-se al mar i la Silvia empenyent la seva mare pel balcó. El clarivident també indica que el seu padrastre, que va intentar molestar sexualment a Silvia, la perseguirà. Aleshores veiem que el clarivident, Roberto, Andy i altres es troben en un túnel abandonat i es posen bates blaves de laboratori i desapareixen al túnel.
La Silvia comença a comparar visions del seu jo jove que apareix al seu pis i desapareix quan porta el seu veí. Poc després, Francesca, la veïna de Silvia, es troba morta. Després d'assistir al funeral, la Silvia torna a casa i descobreix que les restes cremades de Francesca han quedat al seu apartament. Una altra al·lucinació mostra a la Silvia empenyent la seva mare per un balcó i trobant el vestit negre de la seva mare i el gat mort del seu veí. Mentre intenta fer taxidermiar el gat del seu veí, veu el seu padrastre Nicola (Orazio Orlando) que es pregunta per què va escriure la seva antiga adreça. Poruga, la Silvia fuig i se'n va a la seva antiga casa. Nicola la segueix allà, l'arracona i comença a violar-la. La Silvia troba una llosa de formigó i li trenca el cap, i fuig deixant-lo a terra morint. La Silvia porta en Roberto per veure el cos de Nicola, però no hi ha ningú.
Les al·lucinacions de la Silvia augmenten a mesura que el seu jo més jove comença a ordenar-li que faci coses mentre porta el vestit negre de la seva mare. Silvia irromp a l'apartament dels seus veïns i l'assassina brutalment. En Roberto s'acosta i la Silvia també l'apunyala. Després, arregla el cos d'en Roberto, amb el del seu veí i Nicola al voltant d'una taula. A continuació, puja al terrat on el seu jo més jove l'agafa i tots dos cauen del terrat. Veiem que només el cadàver de la Silvia gran és a la vorera de sota.
Aleshores, el cos de la Silvia es veu en una cambra fosca del mateix sistema de túnels abandonat vist anteriorment a la pel·lícula. Una gran multitud de persones vestides amb bates blaves de laboratori es troben al voltant del cos. Veiem que en Roberto, Nicola i la seva veïna estan tots vius i dempeus sobre el cos de la Silvia. Roberto li talla el cos, i cada membre del cercle comença a agafar trossos de carn del cos de Silvia i immediatament el devora. Els darrers plans són d'aquest grup de persones desapareixent als retraços dels túnels amb els seus trossos de carn.

## Repartiment
- Mimsy Farmer: Silvia
- Maurizio Bonuglia: Roberto
- Mario Scaccia: Rossetti
- Jho Jenkins: Andy
- Nike Arrighi: Orchidea
- Orazio Orlando: Nicola
- Renata Zamengo: Silvia's Mother
- Carla Mancini: Elisabetta
- Lara Wendel: Young Silvia
- Donna Jordan: Francesca
- Aldo Valletti: Home de la secta

## Estrena
Il profumo della signora in nero va ser distribuït en cinemes a Itàlia per Euro International Film el 29 de març de 1974.En el seu llançament nacional, va recaptar un total de 582.674.000 lires italianes.